# 硫磺號

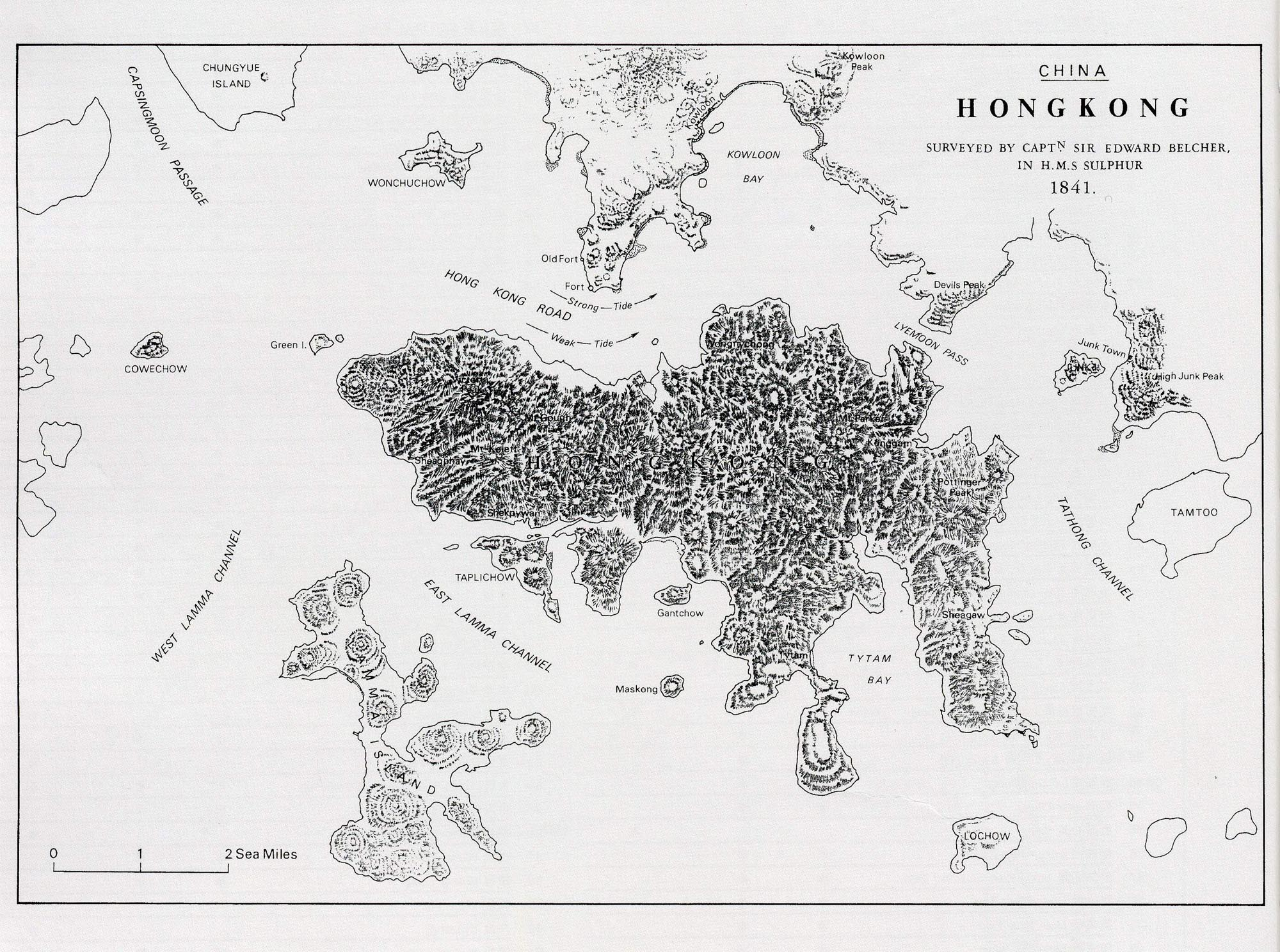
圖為1841年的香港全圖，當時的香港只包括香港島部份，由船長愛德華·卑路乍於硫磺號上繪製。

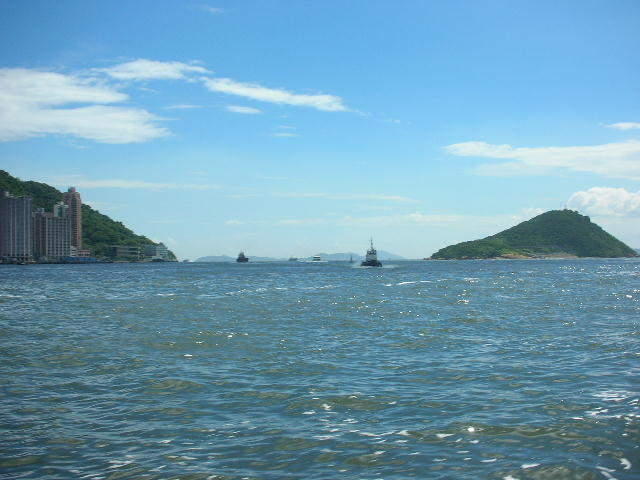
硫磺海峽

硫磺號（HMS Sulphur）是一艘英國皇家海軍的炮艦，其中愛德華·卑路乍探索南美洲的太平洋沿岸。1839年沿太平洋航線，返回英格蘭，1840年至1841年，她參與了第一次鴉片戰爭。戰爭後，該船用來探測香港島四周水域，翌年返回英國。
現在在位於香港島堅尼地城與大小青洲之間的硫磺海峽是以該船命名的。
硫磺號於1829年接載Frederick Irwin上校的部隊由63rd Regiment至Swan River Colony。